# Xysticus dzhungaricus
Xysticus dzhungaricus är en spindelart som beskrevs av Viktor Tysjtjenko 1965. Xysticus dzhungaricus ingår i släktet Xysticus och familjen krabbspindlar. Inga underarter finns listade i Catalogue of Life.